# Sania
Sania (лат. ) — род стебельчатобрюхих перепончатокрылых семейства браконид. Южная Африка: Капская область (ЮАР). 6 видов.

## Описание
Длина около 5 мм. От близкого рода Khoikhoia отличаются следующими признаками: клипеус без срединного зубца, лицо гладкое и слабо пунктированное; субалярная область мезоплеврона с крупным вертикальным валиком и с задней плоской гладкой или слабо выпуклум голым участком. Усиковые бороздки хорошо развиты; скапус расширен апикально. Жгутик усика состоит из 20—40 флагелломеров. Нижнечелюстные щупики 5-члениковые, нижнегубные щупики состоят из 4 сегментов. Хозяева неизвестны, предположительно (основываясь на особенностях морфологии) эндопаразитируют на гусеницах чешуекрылых, развивающихся в древесине или в ветвях. Характерны для региона финбош и суккулентным типом биома, где преобладает кустарниковый тип растительности.

## Систематика и этимология
6 видов. Морфологически сходны с представителями рода Khoikhoia. Род был впервые выделен в 1983 году американским гименоптерологом Уильямом Ричардсоном Мейсоном (1921—1991). Название рода Sania дано в честь коренных жителей Африки San (сан из сборной группы бушменов), некоторые из которых до сих пор следуют своей древней охотничьей жизни в отдаленных и засушливых частях южной части Африки.
- Sania browni Sharkey, in Sharkey, van Noort & Whitfield, 2009[1]
- Sania capensis Mason, 1983[2]
- Sania henryi Mason, 1983[2]
- Sania marjoriae Mason, 1983[2]
- Sania masneri Sharkey, in Sharkey, van Noort & Whitfield, 2009[1]
- Sania masoni Sharkey, in Sharkey, van Noort & Whitfield, 2009[1]